# أسفل عرز (حبيل جبر)

تعديل مصدري - تعديل

أسفل عرز هي إحدى قرى عزلة حبيل جبر بمديرية حبيل جبر التابعة لمحافظة لحج، بلغ تعداد سكانها 21 نسمة حسب تعداد اليمن لعام 2004.